# توی شهر (ترانه چارلی ایکس‌سی‌ایکس و سم اسمیت)
«توی شهر» ترانه‌ای از خوانندگان انگلیسی چارلی ایکس‌سی‌ایکس و سم اسمیت می‌باشد که در ۱۹ اکتبر سال ۲۰۲۳ از سوی آتلانتیک منتشر گردید.